# Megan Hall
Megan Hall (Pietermaritzburgo, 5 de marzo de 1974) es una deportista sudafricana que compitió en triatlón. Ganó cuatro medallas en el Campeonato Africano de Triatlón entre los años 2001 y 2004.

## Palmarés internacional
| Campeonato Africano | Campeonato Africano        | Campeonato Africano | Campeonato Africano |
| Año                 | Lugar                      | Medalla             | Prueba              |
| ------------------- | -------------------------- | ------------------- | ------------------- |
| 2001                | Port Elizabeth (Sudáfrica) | Medalla de plata    | Individual          |
| 2002                | Port Louis (Mauricio)      | Medalla de plata    | Individual          |
| 2003                | Swakopmund (Namibia)       | Medalla de oro      | Individual          |
| 2004                | Laanbang (Sudáfrica)       | Medalla de oro      | Individual          |